# Drosophila ezoana
Drosophila ezoana este o specie de muște din genul Drosophila, familia Drosophilidae, descrisă de Hajimu Takada și Toyohi Okada în anul 1957. Conform Catalogue of Life specia Drosophila ezoana nu are subspecii cunoscute.